# Kratinos
Kratinos (* um 490 v. Chr.; † 423 v. Chr.) war ein griechischer Komödiendichter und Zeitgenosse des Aristophanes.
Kratinos war zusammen mit Eupolis und Aristophanes einer der drei bedeutendsten Vertreter der alten griechischen Komödie (486–400 v. Chr.). Vermutlich führte er die „3-Mann-Regel“ ein, die besagt, dass bei der Aufführung einer Komödie drei Schauspieler auf der Bühne stehen sollen. Diese Regelung war vermutlich nicht bindend, wenn man z. B. die Werke seines berühmteren Zeitgenossen und Konkurrenten Aristophanes betrachtet, bei dem die Schauspielerzahl variierte.
Kratinos’ erster Sieg bei den Dionysien ist für das Jahr 457 v. Chr. überliefert. Er gewann bei diesem Fest insgesamt sechsmal, bei den Lenäen dreimal. In seinen Stücken griff er Perikles und dessen Frau Aspasia scharf an.
Bekannt ist Kratinos heute vor allem wegen eines Wettstreits mit Aristophanes bei den Dionysien des Jahres 423 v. Chr. Nachdem Aristophanes ihn im Jahr zuvor in seiner Komödie Die Ritter im Prolog als alten Trunkenbold, der selbst zugibt, nichts mehr von seinem Werke zu verstehen, auftreten ließ (Kratinos war zeit seines Lebens wirklich vom Wein sehr angetan, vgl. seine Zitate), beschloss Kratinos, der aufgrund seiner zahlreichen Siege bei den Dionysien damals als „Altmeister“ der Komödie galt, noch einmal selbst ein Werk zu verfassen und bei den Dionysien im Jahre 423 v. Chr. den direkten Konkurrenzkampf mit dem spöttischen Jüngling Aristophanes aufzunehmen, um zu beweisen, dass er durchaus noch in der Lage sei, gute Komödien zu ersinnen.
Anders als Aristophanes brachte Kratinos in Die Flasche (Pytine) keine beliebigen Zeitgenossen auf die Bühne, er griff vielmehr auf seine eigene Person zurück und stellte sich selbst als Säufer dar, der in seinem Werk mit der Komödie selbst verheiratet war. Kommedia („die Komödie“) wirft darin ihrem Ehemann Kratinos vor, zu viel Zeit mit seiner „Geliebten, der Flasche“ zu verbringen und deswegen nicht mehr seinen ehelichen Pflichten nachzukommen, also keine kleinen „Komödien“ mehr mit ihr zu zeugen, und fordert deswegen die Scheidung, bis Kratinos zeigt, dass er durchaus noch in sie verliebt ist und auch sein Pflichtbewusstsein beweist. Kratinos gewann mit diesem Stück die Dionysien, zur Verärgerung des Aristophanes, der mit seinem Stück Die Wolken lediglich Platz drei belegte.
Von Kratinos sind bis heute – wie auch von den meisten anderen Dichtern der Archaia – nur wenige Fragmente und keine ganzen Stücke überliefert worden. Bekannt sind mehr als 450 Fragmente, die zu wenigstens 28 Titeln gehörten.
Ein gleichnamiger Dichter zur Zeit der Mittleren Komödie war vielleicht Nachkomme des älteren Kratinos.